# 툴라기 전투
툴라기 전투는 제2차 세계 대전 당시 과달카날 전역의 일환으로 일본 제국군과 연합군사이에서 1942년 8월 7-9일에 솔로몬 제도에 속하는 툴라기와 가부투섬(Gavutu), 타남보고섬(Tanambogo)에서 벌어진 지상전이다. 과달카날 전역의 시작을 알린 상륙 작전이다.
툴라기 전투에서 미해병대의 알렉산더 벤더그리프트 장군은 일본 제국 해군이 해군기지와 비행장을 건설하고 있던 툴라기, 가부투, 타남보고를 점령하였다. 일본군은 격렬하게 저항하였으나, 연합군의 병력에 압도되었으며, 거의 전멸하였다. 연합군은 툴라기 전투가 진행되는 동안 과달카날섬에 대한 상륙작전도 동시에 펼쳤으며, 과달카날에 일본군이 건설하고 있던 비행장을 점령하고자 하였다. 툴라기 전투가 매우 치열했던 반면에 과달카날 상륙은 수월하게 이루어졌다. 툴라기와 과달카날 전투는 솔로몬 제도를 놓고 벌어진 6개월에 이르는 과달카날 전역의 시작이었다.

## 배경
1941년 12월 7일에 일본군은 하와이에 주둔한 미해군 태평양 함대에 대하여 진주만 공격을 감행하였다. 진주만 공격으로 많은 미국 전투함들이 손상을 입었고 미국이 공식적으로 전쟁에 참가하게 된다. 일본군 지휘부는 진주만 공격을 통하여 미해군을 무력화시키고 천연자원에 대한 접근권을 확보하며, 태평양과 아시아 지역에서 미군의 공격에 대항한 방어 거점을 획등하고자 하였다. 이와 같은 목적 하에 일본군은 필리핀, 태국, 말레이 반도, 싱가포르, 버마, 네덜란드령 동인도, 웨이크섬, 길버트섬, 뉴브리튼섬, 괌을 순차적으로 공격하여 점령하였으며, 해당 지역에 대한 식민 지배권을 행사하고 있던 영국, 오스트레일리아(호주), 네덜란드에 이어 미국이 태평양 전쟁에 공식적으로 참전하게 된다.
일본 제국은 방어선을 공격적으로 확장하고, 미국 서부와 오스트레일리아, 하와이 등에 대한 공세적 우위를 지속하고자 하였으나, 산호해 해전과 미드웨이 해전에서 좌절 되었다(1942년 6월). 연합군이 산호해 해전에서 거둔 승리는 전략적으로 매우 중요하였으나, 연합군은 확신을 가지지 못하였다. 미드웨이 해전의 승리는 연합군이 일본군에 대하여 얻은 첫번째 명백한 승리였으며, 일본 항공모함 세력의 공격 능력을 크게 줄였다. 그러나, 일본군은 차후 몇달동안 자신의 처지를 명확하게 인식하지 못했던 것으로 보인다. 이 시점에 이르기까지 연합군은 태평양 전역에서 수세에 몰려 있었으나, 두 번의 승리를 통하여 공세로 돌아설 수 있게 되었다. 연합군은 공세의 시작점으로 솔로몬 제도의 과달카날, 툴라기, 플로리다를 선택하였다.
산호해 해전의 결과로 진행된 일본군 작전의 일환으로 일본 해군은 남솔로몬 제도의 툴라기섬과 인근의 섬들을 점령하였다. 일본 제국 해군 육전대 소속 제3 쿠레 특별육전대가 주력인 일본군은 1942년 5월 3일에 툴라기를 점령하였으며, 거점 기지 건설을 시작하였다. 툴라기에서의 일본군의 움직임을 눈치첸 연합군은 1942년 7월에 과달카날의 룬가 포인트(Lunga Point)에 대규모의 비행장 건설이 시작되는 것을 확인하고 더 이상 묵과할 수 없게 되었다. 연합군은 해당 기지가 미국 서해안과 오스트레일리아 동해안의 연락선을 위협하는 장거리 폭격기의 발진 기지로 사용될 것을 우려하게 되었다. 1942년 8월에 툴라기와 근처 섬에는 900명 가량의 일본군 병력이 주둔하고 있었으며, 과달카날에는 2,800명 가량의 건설 인력(그 중 2,200명은 강제로 동원된 한국인)이 있었다. 이 전진기지들은 라바울의 일본군 주력 기지를 보호하고, 연합군의 병참선 및 통신선을 위협하고 있었다. 그리고 피지, 뉴칼레도니아 및 사모아 등에 대한 공세작전(FS 작전, Operation FS)의 수행 기반이 되었다. 일본군은 과달카날에 45기의 전투기 및 60기의 폭격기를 배치하고자 하였다. 1942년 시점에서 이와 같은 항공 전력은 일본 해군의 남태평양 지역 전개에 충분한 공중 지원 전력이었다.

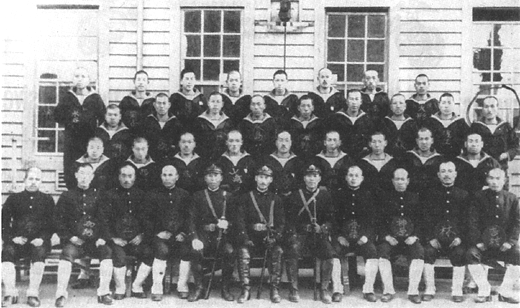
1942년 툴라기를 점령한 제3 쿠레 특별육전대(3rd Kure Special Naval Landing Force) 소속 일본군 장교와 부사관. 툴라기 전투 과정에서 대부분 전사하였다.

남솔로몬 제도 공격을 위한 계획은 미국 함대 최고사령관인 어니스트 킹 제독에 의하여 처음 제안되었다. 그는 일본군이 솔로몬 제도를 미국과 오스트레일리아 사이의 보급선을 위협하는 거점으로 사용하는 것을 방해하고, 연합군이 솔로몬 제도를 일본군에 대한 전진기지로 사용할 수 있다고 생각하였다. 특히 라바울에 위치한 일본군의 주요 기지를 무력화 시키면, 차후에 진행될 뉴기니아 전역을 지원할 수 있으며, 결과적으로 미국이 필리핀에 대한 점유권을 되찾는 시작점이 될 것이라고 주장하였다. 이를 위하여 합동참모부(Joint Chiefs of Staff)에서는 남태평양 전구(South Pacific theater)를 구상하였으며, 로버트 곰리 제독에게 6월 19일 지휘를 맡기고 솔로몬 제도에 대한 공격을 명하였다. 진주만에 주둔하던 체스터 니미츠 제독은 태평양 방면 연합군 사령관으로 임명된다.
1942년 5월 공세 준비 단계에서 미군 해병대 알렉산더 밴더그리프트 소장은 미국에 주둔하던 휘하의 미국 1 해병사단을 뉴질랜드로 이동시키라는 명령을 받았다. 다른 연합군의 육군, 해군, 항공 전력들도 피지, 사모아, 뉴헤브리디스 및 뉴칼레도니아에 진주하였다. 뉴헤브리디스섬들 가운데 하나인 에스피리투산토섬에 본부가 설치되었으며, 1942년 8월 7일 개시를 목적으로 암호명 감시탑 작전(Operation Watchtower)을 시작한다.
초기에 계획된 연합군의 공격 목표는 툴라기섬과 산타크루즈 제도로 한정되어 있었으나, 과달카날에서 일본군에 의하여 비행장이 건설되고 있다는 사실이 정찰되면서 작전이 변경되었다. 최종적으로는 과달카날 및 비행장을 탈취하는 것이 목적으로 변경되었으며, 산타크루즈 제도는 목적에서 빠지게 된다. 일본군은 감청을 통하여 남태평양 지역에서 연합군이 대규모로 이동하고 있다는 사실을 알고 있었으나, 오스트레일리아와 뉴기니아섬에 위치한 포트모르즈비에 대한 보강이라고만 생각하였다.
감시탑 작전을 수행하기 위한 75척에 이르는 미국과 오스트레일리아 전투함이 1942년 7월 26일에 피지 근처에 집결하였으며, 7월 31일 과다카날로 출발하기 전에 상륙작전 훈련을 수행하였다. 알렉산더 밴더그리프트 제독이 실제 상륙작전을 펼칠 16,000명(대부분 미 해병)을 이끌게 된다. 툴라기와 플로리다, 가부투, 타남바고에서 상륙작전을 수행할 3,000여명의 미해병은 윌리엄 H. 루퍼터스 장군이 수송함 USS 네빌(USS Neville)에서 지휘하게 된다.

## 서장

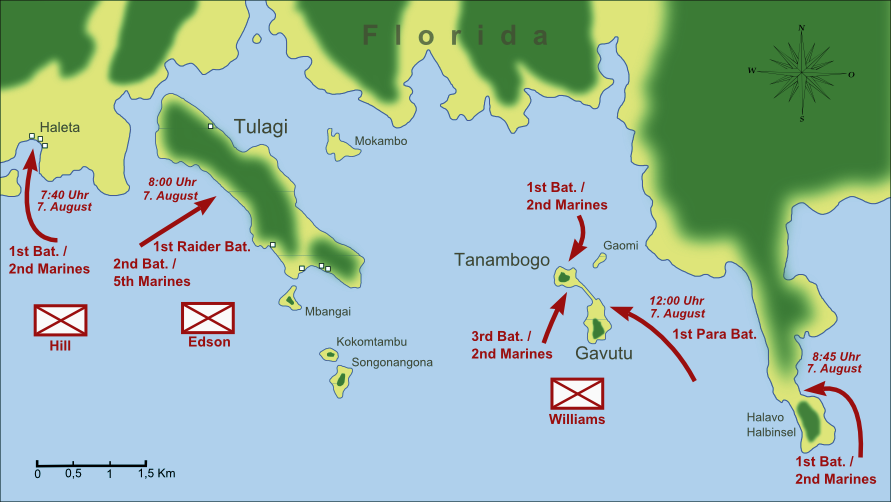
플로리다, 툴라기, 가부투-타남보고에 상륙하기 위한 연합군 상륙부대의 진로. 1942년 8월 7일

8월 7일에는 굳은 날씨 때문에 연합군 원정부대가 일본군에 들키지 않고 과달카날에 접근할 수 있었다. 일본군은 급증하는 연합군의 무선 교신을 확인하고 날이 밝으면 정찰기를 발진시킬 준비를 하였다. 상륙군은 2개의 그룹으로 나뉘었다. 한 그룹은 과달카날에 상륙하도록 예정되었으며, 다른 그룹은 툴리기, 플로리다, 가부투-타남보고에 상륙하도록 계획되었다. 미해군 항공모함 와스프(USS Wasp CV-7)에서 이륙한 공격기가 툴나기, 가부투-타남보고, 플로리다에 설치되어 있는 일본군 시설에 폭격을 가하기 시작하였으며, 주기되어 있는 15기의 일본군 수상기를 파괴하였다. 일본군은 발진을 준비하고 있는 상황이었으며, 이 과정에서 다수의 조종사와 지상 지원 요원이 전사하였다.
순양함 USS 산주안(USS San Juan CL-54)와 구축함 USS 몬센(USS Monssen DD-436), USS 부차난(USS Buchanan, DD-484)이 툴라기와 플로리아에 대한 포격을 시작하였다. 툴라기섬 및 가부투-타난보고섬에 대한 상륙작전을 은폐하기 위하여 07:40을 기하여 플로리다섬에 대한 양동 작전이 시작되었다. 플로리다섬에 대한 공격에서 프랭크 스톡풀 중위(Lt. Frank Stackpool, 차후에 영국령 솔로몬 제도 방위군 대장을 맡으며, 대위로 진급함)를 비롯한 몇몇 오스트레일리아인이 안내역을 맡았다.

## 전투

### 툴라기

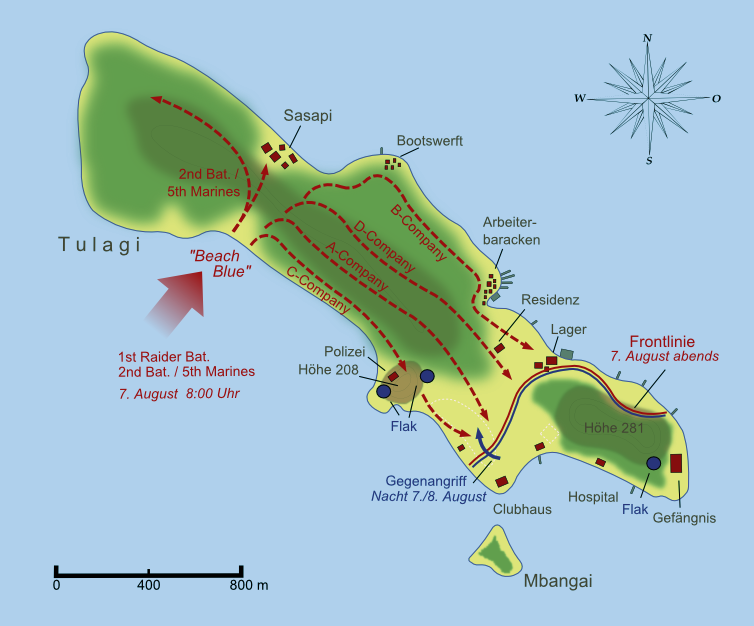
Landings on and fightings across Tulagi

1942년 8월 7일 08:00에 미해병 2개 대대(제 1 Raider 대대, 해병 5사단 제 2대대)는 타원형으로 생긴 툴라기섬의 중앙부 서쪽 방향에 저항 없이 상륙하였다. 해안선 근처에 자생하는 산호때문에 상륙정이 직접 접안할 수 없어 해병들은 100여 미터를 걸어서 이동해야 했으나, 허를 찔린 일본군은 조직적인 저항을 하지 못하였다. 이 시점에서 툴라기와 가부투에 주둔하고 있던 제 3 쿠레 특별육전대와 요코하마 항공대 병력은 미야자키 시게토시 대위의 지휘하에 있었다. 미야자키 대위는 라바울에 주둔하고 있는 상급 지휘관(야마다 사다요시 대위)에게 적에게 공격받고 있으며, 장비와 기밀문서를 파기하고 있다고 보고하며,"전력차가 압도적이다. 마지막 한명까지 싸우겠다."고 송신하였다. 특별육전대 지휘관이었던 스즈키 마사아키는 툴라기와 가부투에서 계획된 방어 위치를 사수할 것을 명하였다.

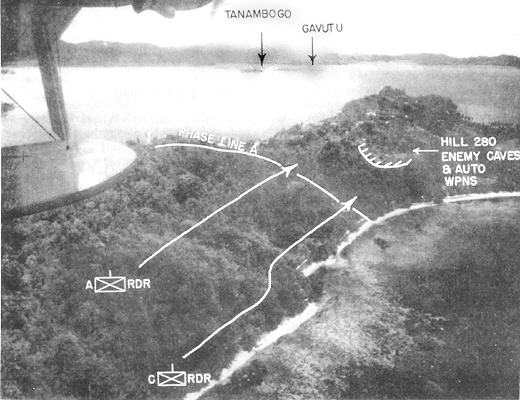
Map overlay on an aerial photo of Tulagi showing U.S. Marine advance on the southeastern end of the island and the center of Japanese resistance around Hill 280

미해병 5사단 제 2대대는 툴라기의 북서방면을 저항없이 확보하고, 남동방면으로 전진하며 제 1 Raider 대대에 합류하였다. 미해병대는 간혈적인 일본군 저항을 소탕하며, 남동쪽 방향으로 전진하였다. 정오무렵에 스즈끼는 섬의 동남쪽 끝에 위치한 281고지(기록에 따라서는 280 고지)를 중심으로 저지선을 구축하였다. 일본군의 저지선에는 석회질사면에 구축된 동굴형 방어진지와 모래주머니로 보강된 기관총 진지가 구축되어 있었다. 미해병대는 해질무렵에 저지선에 도착했으며, 바로 공격을 개시하지 못하고 밤을 보내기 위하여 대응선을 구축하였다.
22:30부터 일본군은 미해병대가 구축한 대응선에 5번에 걸쳐 야간 공격을 감행하였다. 야간 공격은 주로 미해병대 지휘부를 직접 타격하기 위한 소규모 침투 작전으로 이루어졌으며, 결과적으로 백병전의 양상을 보였다. 일시적으로는 대응선이 와해되고 기관총이 탈취당하기도 했으나, 결과적으로는 다음날 아침까지 큰 피해를 입지 않고 전선을 유지하였다. 반면에 일본군은 야간 공격 과정에서 심각한 손실을 입었다.
1942년 8월 8일 동틀 무렵에는 구 영국 식민지 총독부에 숨어든 6명의 일본군은 3명의 미해병을 사살했으나, 수류탄으로 진압되었다. 미해병대는 2사단 제 2연대의 증원이 이루어지고 나서 281 고지와 근처 계곡을 포위하고 오전 내내 박격포로 공격하였다. 그리고는 동굴과 방어진지를 구축하고 있는 일본군을 상대로 고폭탄을 사용하며 전진하기 시작하였다. 이후에도 잔당을 소탕하는데 수일이 더 소요되었지만, 일본군의 조직적인 저항은 정오 무렵에 진압되었다. 툴나기 전투에서 307명의 일본군과 47명의 미군이 사망하였다. 일본군 3명이 포로로 잡혔다.

### 가부투-타남보고

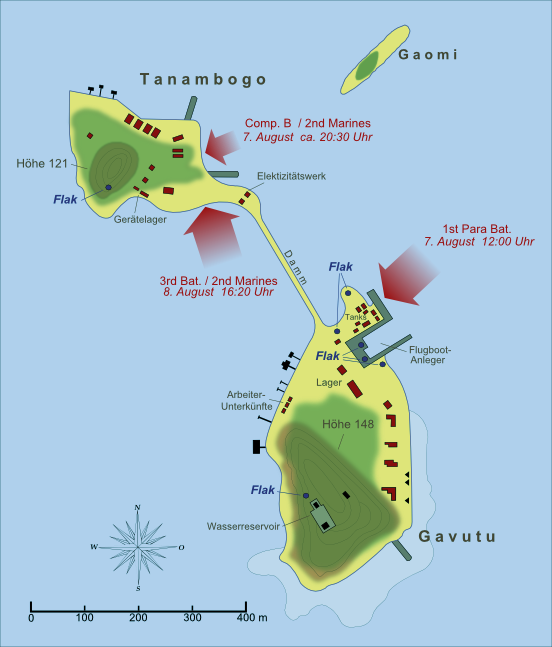
Landings on Gavutu and Tanambogo

툴라기섬 근처의 작은 섬인 가부투와 타남보고에는 일본군 수상기 기지와 536명의 요코하마 비행대 및 제 3쿠레 특별육전대, 제 14 건설대의 한국인 및 일본인 토목 기술자 및 노동자가 있었다. 두 섬은 42m 높이의 산호섬이었으며, 500m 길이의 통로가 연결되어 있었다. 가부투섬에는 148고지가 있으며, 타남보고섬에는 121고지가 위치하고 있다. 일본군은 각 고지 사면에 건설한 벙커와 동굴 진지에 방어 태세를 가추고 있었다. 또한, 두 섬은 기관총 사거리에 위치하고 있었기 때문에 서로에 대한 엄호 사격이 가능하였다. 더구나 미군은 이 두섬에 주둔한 병력이 200여명의 해군 병력과 건설 노동자일 것으로 생각하고 있었다.
1942년 8월 7일 12:00에 미해병 제 1 공수대대가 397명의 병력으로 가부투섬에 대한 공격을 개시하였다. 과달카날, 툴라기, 가부투섬 모두에서 벌어지는 상륙작전에 동시에 공중지원을 진행할 수 없으므로, 상륙시점이 정오가 되었다. 해군의 함포 지원사격에 의하여 수상기용 선착장이 손상되어 상륙군은 노출된 해안에 접안할 수 밖에 없었으며, 이 과정에서 일본군의 화망에 포착된 미해병은 10%에 이르는 손실을 입으면서 작전을 수행할 수 밖에 없었다.
해안선을 벗어난 미해병은 2곳에 브라우닝 M1919 기관총을 설치하여 가부투에 위치한 일본군 진지에 제압 사격을 가하였으며, 이후 상륙작전이 조금 더 쉽게 진행될 수 있었다. 상륙작전 과정에서 엄폐물을 찾으면서 미해병은 넓게 흩어졌으며, 고착되었다. 대대 작전 장교인 조지 스탈링 대위는 해병들이 기관총과 박격포로 일본군 기관총 진지에 대한 제압사격을 독려하였다. 잠시 후에 미군 급하강 폭격기가 타남보고에 공격을 가하였으며, 일본군의 반격이 줄어들게 된다.
2시간쯤이 지나서 미해병은 가부투섬 148 고지를 점령하였으며, 고지에서부터 아래 방향으로 소탕작전을 벌이기 시작하였다. 이 과정에서 대량의 고폭탄과 수류탄이 사용되었으며, 백병전이 발생하였다. 또한 148 고지 정상에서 타남보고섬 방향으로 제압 사격이 가능해지게 되었다. 가부투섬의 미해병 지휘관은 타남보고섬에 대한 공격 개시 이전에 증원군을 투입해 줄 것을 루퍼터스 장군에게 요청하였다.
당시 타남보고섬을 방어하던 일본군은 주로 요코하마 비행대 소속이었다. 비행사나 정비병 혹은 건설대 소속이었던 일본군은 전투를 위한 충분한 장비를 갖추고 있지 않았던 것으로 보인다. 심지어 몇 안되는 포로 중 한명은 낫과 죽창으로 무장하고 있었다. 루퍼터스 장군은 미해병 2사단 1대대에서 1개 중대를 차출하여 타남보고섬 공격을 지원하도록 하였다. 참모들은 1개 중대가 충분하지 않을 것이라고 조언했지만, 루퍼터스 장군은 타남보고의 방어 수준이 높지 않을 것으로 오판하였다. 차출된 B 중대는 8월 7일 저녁에 미해군의 함포 공격으로 발생한 화재를 조명삼아 상륙을 시도하였다. 중대원을 수송하던 5척의 상륙정은 해안에 접근하는 과정에서 중화기의 공격을 받아 다수의 상륙정 승무원에 대하여 사상자가 발생하였으며, 그 중 3척은 심하게 손상을 입었다. 예정된 상륙지점이 작전에 적합하지 않다는 것을 알게 된 중대장은 남은 상륙정에게 부상자를 싣고 후퇴할 것을 명령하였으며, 12명의 대원들과 함께 가부투섬 방향으로 퇴각하였다. 이날 일본군은 타남보고섬에서 10명의 전사자가 발생하였다.

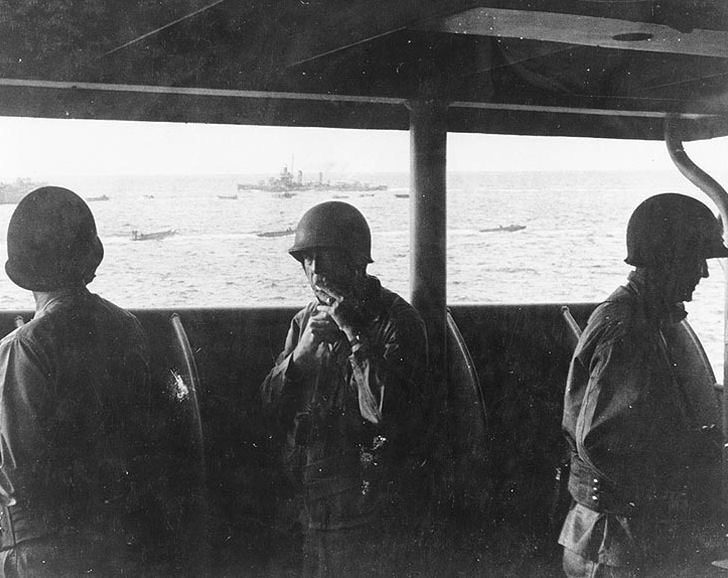
U.S. Brigadier General Rupertus (center) supervises the assaults on Tulagi, Gavutu, and Tanambogo from his command ship on 7 or 8 August. In the background are landing craft and a U.S. destroyer.

8월 7일 밤중에 가부투에서는 폭우를 틈타 일본군의 산발적인 저항이 있었다. 벤더그리프트 장군은 타남보고 공략에 증권군을 보낼 준비를 하였다. 미해병 2사단 3대대(3/2)는 과달카날섬 근처에서 대기하고 있었으며 8월 8일에 타남보고 공격에 투입된다.
192년 8월 8일 3대대는 남아있는 일본군의 저항을 제압하며 가부투섬에 상륙하였으며, 정오 무렵에 작전을 종료하였다. 그리고 나서 가부투에서 타남보고 방향으로 지원 사격을 유지하며 3대대는 타남보고 공격에 투입된다. 이날 타남보고에 대한 공격이 시작되기 전 항공모함에서 발진한 급하강 폭격기와 함포에 의한 대규모 폭격 지원이 예정되어 있었으나, 항공모함에서 발진한 폭격기의 오폭으로 4명의 사망자가 발새안 이후에 폭격기에 의한 지원은 모두 취소되었다. 그러나 USS 산주안 함은 30분에 걸쳐 타남보고에 대한 포격을 수행하였다. 16:15에 2대의 해병대 소속 M3 스투어트 경전차를 앞세우고 상륙정과 섬 사이의 연결통로를 통하여 타남보고에 대한 공격이 시작되었다. 이 과정에서 1대의 전차가 웅덩이에 빠져 작동 불능이 되었고, 50여명에 이르는 일본군에게 둘러쌓이게 된다. 일본군은 전차에 불을 지르고 2명의 승무원을 살해하였으며, 다른 2명의 승무원에게 폭행을 가하였다. 그러나 이어진 미해병대의 공격 과정에서 대부분 사망한다. 미해병은 나중에 불탄 전차 근처에서 42구의 일본군 시체를 확인하였다. 그 중에는 요코하마 비행대 대장과 항공기 조종사들도 포함되어 있었다. 타남보고에서 일본군의 저항을 지휘한 미야자키 함장은 8월 8일 오후 늦게 자신의 벙커에서 자폭한다.
이날의 전투 과정에서 미해병은 일본군이 건설한 동굴과 벙커에 대하여 하나씩 폭파시켜 나가는 방법을 사용하였으며, 21:00에 이르러 거의 다 파괴하였다. 몇몇 일본군 생존자들이 야간에 반격을 감행하였으며, 백병전이 발생하기도 하였으나, 다음날인 9일 정오 무렵에 타남보고에서는 모든 일본군의 저항이 무력화되었다. 가부투-타남보고 전투에서 476명의 일본군과 70명의 미군이 사망하였다. 미군은 20여명의 포로를 획득하였으나, 대부분 건설대 소속의 한국인 노동자였으며, 4명의 요코하마 비행대 요원이 포함되어 있었다.

### 과다카날

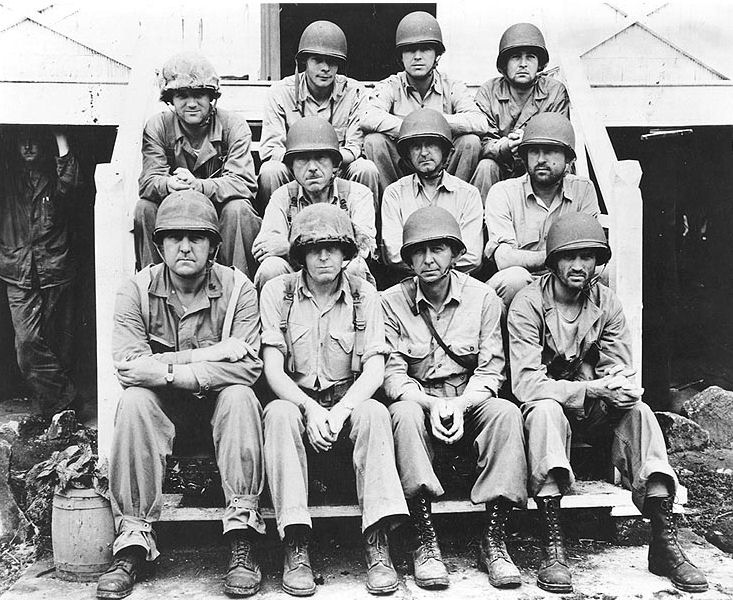
The U.S. Marine officers commanding the units that assaulted Tulagi pose for a group photo shortly after the battle.

툴라기, 가부투-타남보고와 달리 과달카날에서는 저항이 심하지 않았다. 8월 7일 09:10에 11,000명의 미해병이 과달카날 해안에 상륙하여 룬가 포인트로 전진하였다. 울창한 열대우림 숲을 제외하면, 이렇다할 저항이 없었으며, 룬가 포인트에서 1,000m가량 떨어진 곳에서 숙영하였다. 다음날(8월 8일) 가벼운 저항이 있었으나, 16:00 무렵에 룬가 포인트를 점령하였다. 일본 해군 건설대는 식량과 보급품, 건설 장비 및 차량 등을 버리고 비행장에서 도주하였다.

## 전후
전투 과정에서 80여명의 일본군이 툴라기와 가부투-타남보고에서 플로리다섬까지 해엄쳐 이동하였다. 그러나 이후 2달동안 미해병과 영국령 솔로몬제도 방위군의 수색 정찰 과정에서 모두 사망하였다.
연합군은 툴라기섬에 해군 기지와 보급 기지를 건설하였다. 과달카날 전역과 솔로몬 전역 과정에서 툴라기는 연합군이 해군 작전을 펼치는데 있어 중요한 기지가 된다. 일본군이 툴라기 및 과달카날 근처에서 야간에는 제공권을 유지하였으므로, 야간에 이동하는 연합군 함선들은 대부분 툴나기에서 밤을 보내게 된다. 과달카날 전역과 솔로몬 전역 과정에서 발생한 해상교전에서 손상을 입은 연합군 전투함들은 툴나기 항에서 응급 조치를 받은 후 이동하게 된다.
과달카날 전역 후반부에 툴라기는 과달카날섬에 남은 일본군 잔존 병력의 보급선인 도쿄 익스프레스를 차단하기위한 작전에 참여하는 PT 보트의 주요 기지가 된다. 플로리다섬에는 수상기 기지가 건설된다.

툴라기에 기지를 건설하기 위한 병력을 제외한 미해병대 병력은 과달카날로 이동하여 핸더슨 비행장 수비를 맡게 된다.
미해군의 호위 순양함 USS 툴라기(USS Tulagi CVE-72, 1943-1946)는 이 전투를 기리기 위하여 명명되었다.

## 참고서적
- Alexander, Joseph H. (2000). 《Edson's Raiders: The 1st Marine Raider Battalion in World War II》. Naval Institute Press. ISBN 1-55750-020-7.
- Christ, James F. (2007). 《Battalion of the Damned: The 1st Marine Paratroopers at Gavutu and Bloody Ridge, 1942》. Naval Institute Press. ISBN 1-59114-114-1.
- Frank, Richard (1990). 《Guadalcanal: The Definitive Account of the Landmark Battle》. New York: Random House. ISBN 0-394-58875-4.
- Gilbert, Oscar E. (2001). 《Marine Tank Battles in the Pacific》. Da Capo. ISBN 1-58097-050-8.
- Griffith, Samuel B. (1963). 《The Battle for Guadalcanal》. Champaign, Illinois, USA: University of Illinois Press. ISBN 0-252-06891-2.
- Hammel, Eric (1999). 《Carrier Clash: The Invasion of Guadalcanal & The Battle of the Eastern Solomons August 1942》. St. Paul, MN, USA: Zenith Press. ISBN 0-7603-2052-7.
- Jersey, Stanley Coleman (2008). 《Hell's Islands: The Untold Story of Guadalcanal》. College Station, Texas: Texas A&M University Press. ISBN 1-58544-616-5.
- Loxton, Bruce; Chris Coulthard-Clark (1997). 《The Shame of Savo: Anatomy of a Naval Disaster》. Australia: Allen & Unwin. ISBN 1-86448-286-9.
- Lundstrom, John B. (2005 (New edition)). 《The First Team And the Guadalcanal Campaign: Naval Fighter Combat from August to November 1942》. Naval Institute Press. ISBN 1-59114-472-8.
- McGee, William L. (2002). 《The Solomons Campaigns, 1942–1943: From Guadalcanal to Bougainville--Pacific War Turning Point, Volume 2 (Amphibious Operations in the South Pacific in WWII)》. BMC Publications. ISBN 0-9701678-7-3.
- Morison, Samuel Eliot (1958). 《The Struggle for Guadalcanal, August 1942 – February 1943》. History of United States Naval Operations in World War II. Volume 5. Boston: Little, Brown and Company. ISBN 0-316-58305-7.
- Murray, Williamson; Allan R. Millett (2001). 《A War To Be Won: Fighting the Second World War》. United States of America: Belknap Press. ISBN 0-674-00680-1.
- Peatross, Oscar F.; John P. McCarthy and John Clayborne (editors) (1995). 《Bless 'em All: The Raider Marines of World War II》. Review. ISBN 0-9652325-0-6.
- Satoh, Kazumasa. (2007). 《Gyokusai  no Shima》. Tokyo: Kojinsha. ISBN 978-4-7698-2272-1.
- Smith, George W. (2003). 《The Do-or-Die Men: The 1st Marine Raider Battalion at Guadalcanal》. Pocket. ISBN 0-7434-7005-2.